# Benozzo Gozzoli

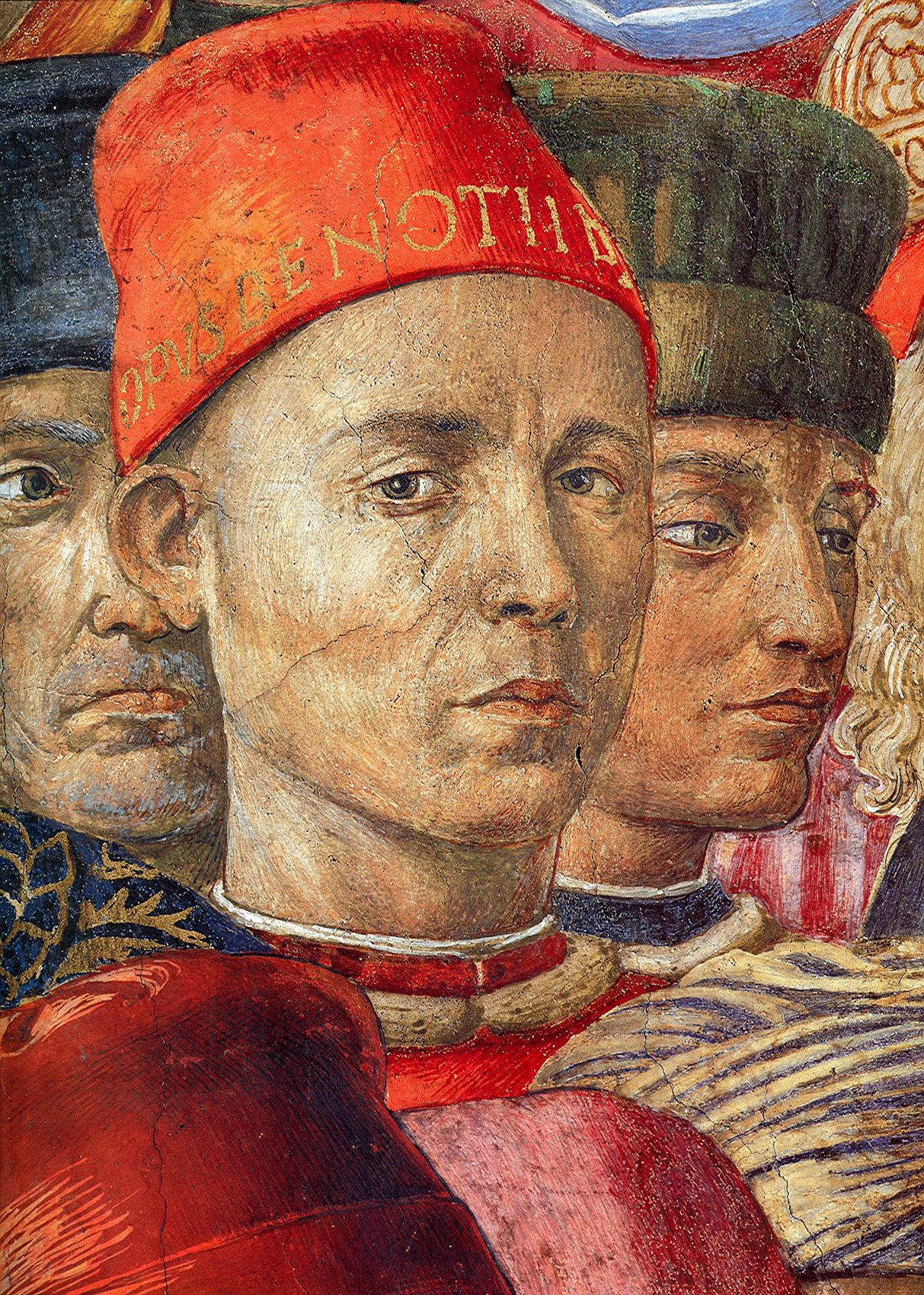
Selbstporträt, Ausschnitt aus dem Fresko Zug der Heiligen Drei Könige in der Cappella dei Magi im Palazzo Medici Riccardi in Florenz.

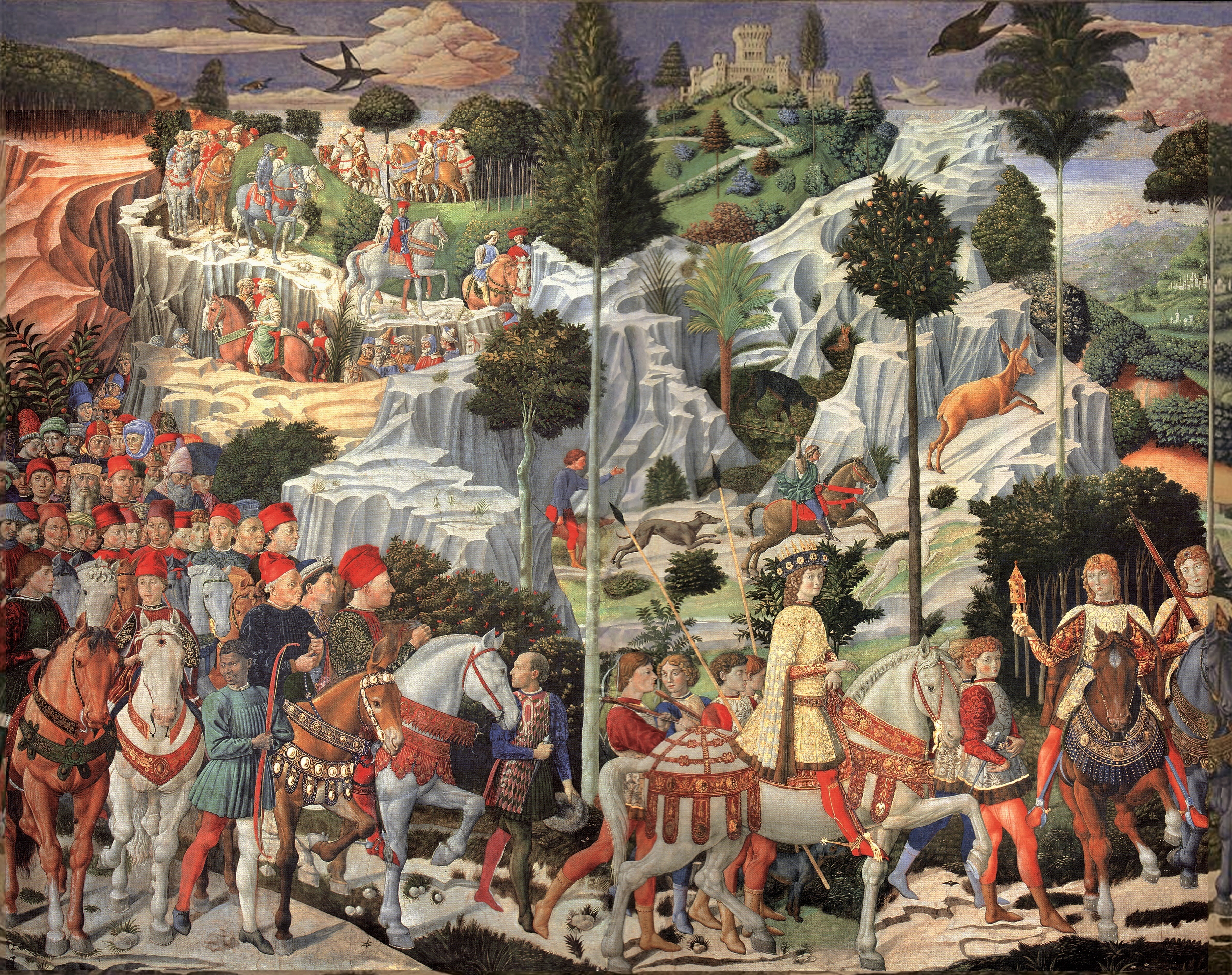
Zug der Heiligen Drei Könige

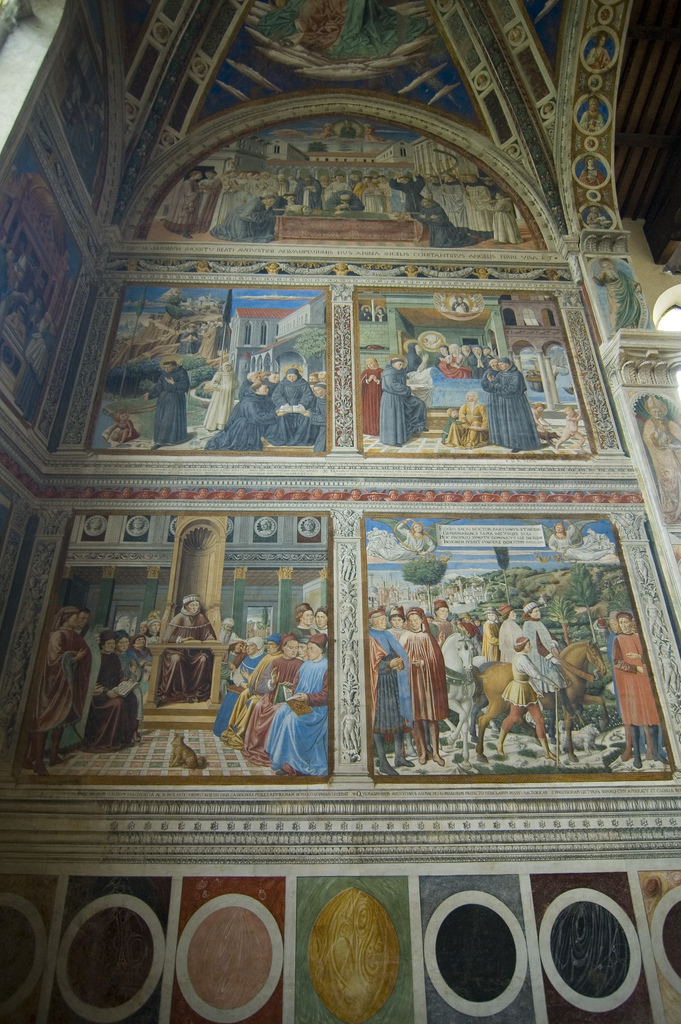
Fresken in der Chiesa di Sant’Agostino in San Gimignano

Benozzo Gozzoli (* um 1420 in Florenz; † 4. Oktober 1497 in Pistoia; eigentlich Benozzo di Lese di Sandro) war ein italienischer Maler der Renaissance.

## Leben und Wirken
Gozzoli, Sohn des Schneiders Lese di Sandro, lernte bei Fra Angelico und begleitete diesen 1446 nach Rom und 1447 nach Orvieto, wo er bis 1449 tätig war. Danach entstand in Montefalco unter anderem die Himmelfahrt der Maria, die dem heiligen Thomas ihren Gürtel überreicht. Das Gemälde befindet sich in der Pinakothek im Vatikan.
Ferner malte er in Montefalco in der Kirche San Francesco 1452 den Freskenzyklus mit der Legende des heiligen Franziskus. Um 1456 ging er nach Florenz, wo er 1459–1461 die Kapelle des Palazzo Medici Riccardi mit Fresken versah. 1463–1464 hielt er sich in San Gimignano auf, wo er unter anderem den großen, aus 17 Szenen bestehenden Freskenzyklus aus dem Leben des heiligen Augustinus für die Kirche Sant’ Agostino malte. Seit etwa 1468 lebte Gozzoli in Pisa, wo im Campo Santo sein Hauptwerk entstand, eine Serie von 25 Fresken mit dem Titel Szenen aus dem Alten Testament. Hieran arbeitete er 16 Jahre lang, bis 1485. Ein Großteil dieses Werkes wurde 1944 zerstört.
Von diesen Bildern ist das der Trunkenheit Noahs sprichwörtlich geworden. Nach der den entblößten Noah durch vorgehaltene Finger ansehenden Tochter bezeichnet man redensartlich eine Person, welche Schamhaftigkeit heuchelt, mit dem Namen Vergognosa di Pisa.
Von Gozzolis seltenen Tafelbildern sind hervorzuheben:
Madonna mit Kind – 1449, Santa Maria sopra Minerva (Rom)
Madonna mit vier Heiligen – 1456, Galleria Nazionale dell’Umbria zu Perugia,
Thronende Madonna mit vier Heiligen – 1461, Nationalgalerie, London,
Tanz der Salome – National Gallery of Art, Washington, D. C.,
Triumph des heiligen Thomas von Aquino – Louvre, Paris,
Benozzo Gozzoli starb 1497 in Pistoia nahe Florenz und wurde im Dominikanerkloster beigesetzt.

## Galerie

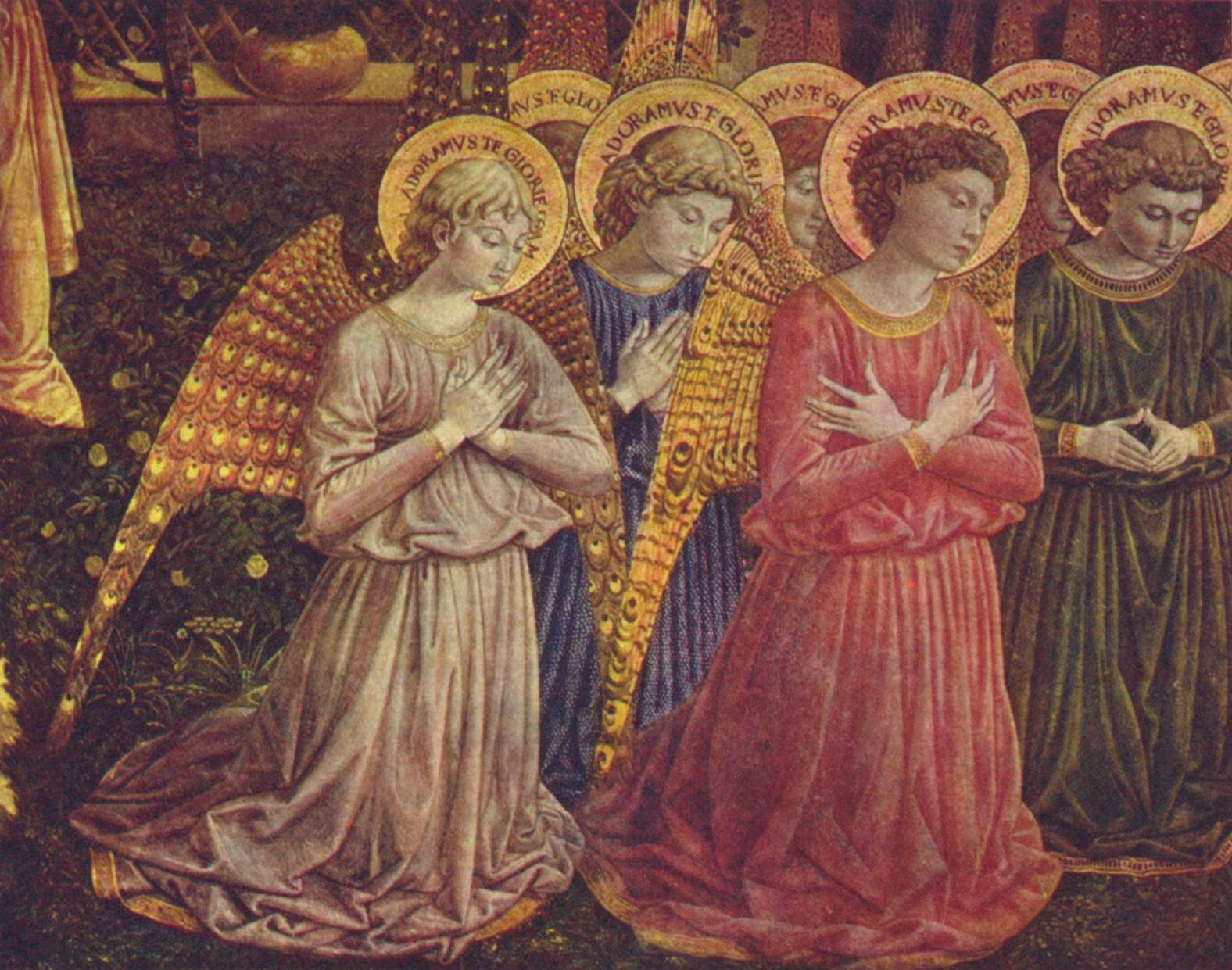
Anbetende Engel
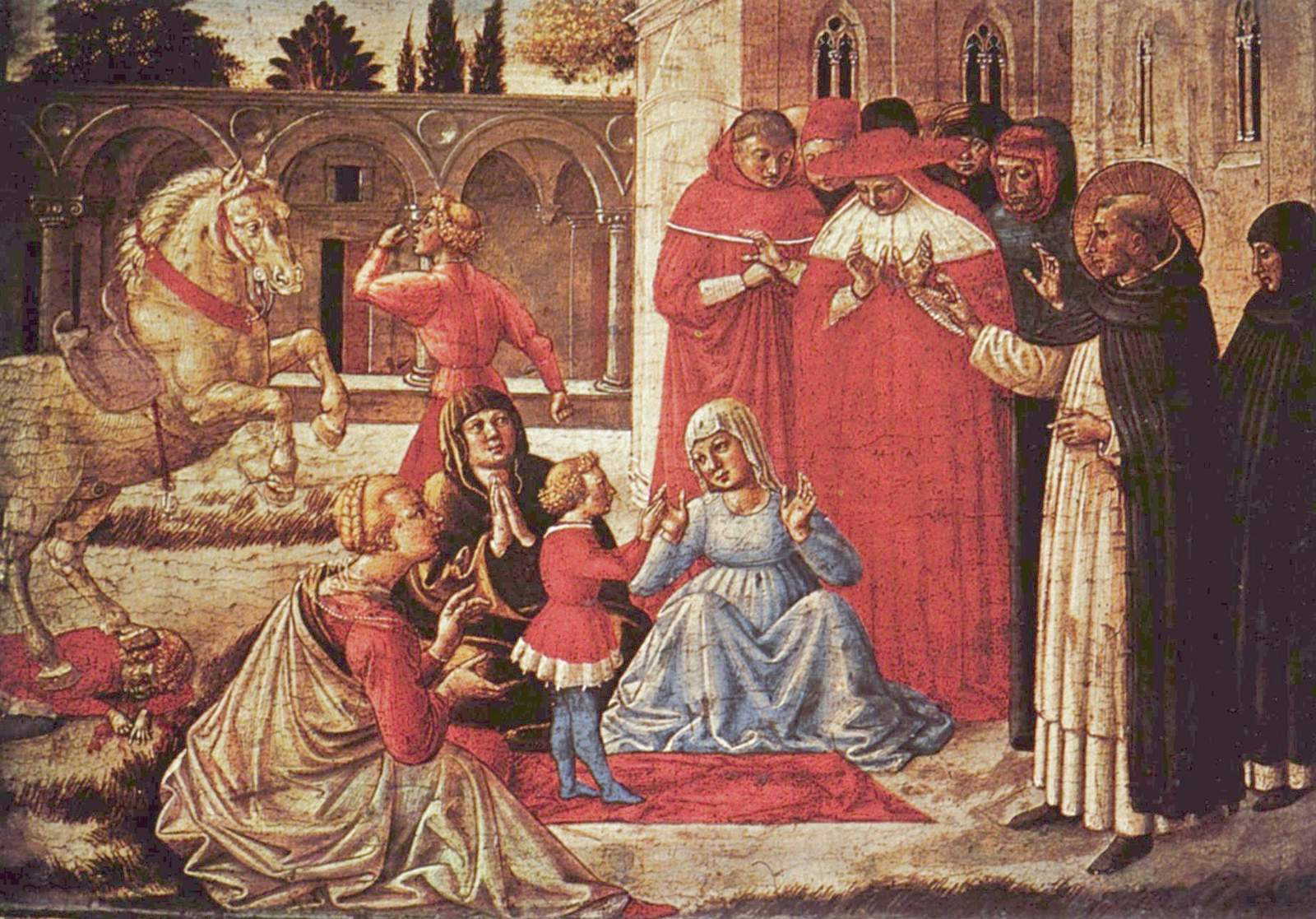
Marienaltar, Predella: Wunder des Hl. Dominikus
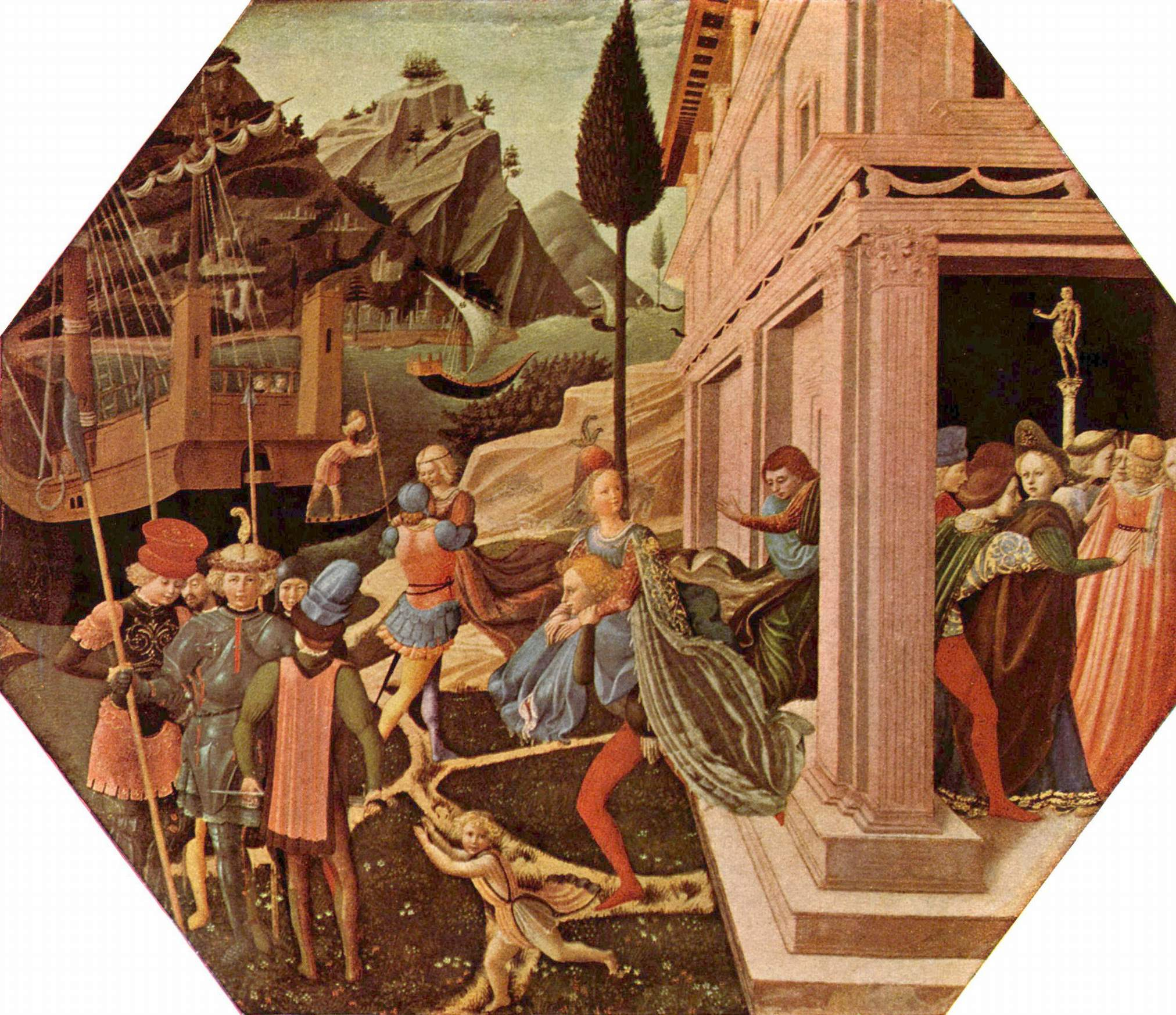
Raub der Helena
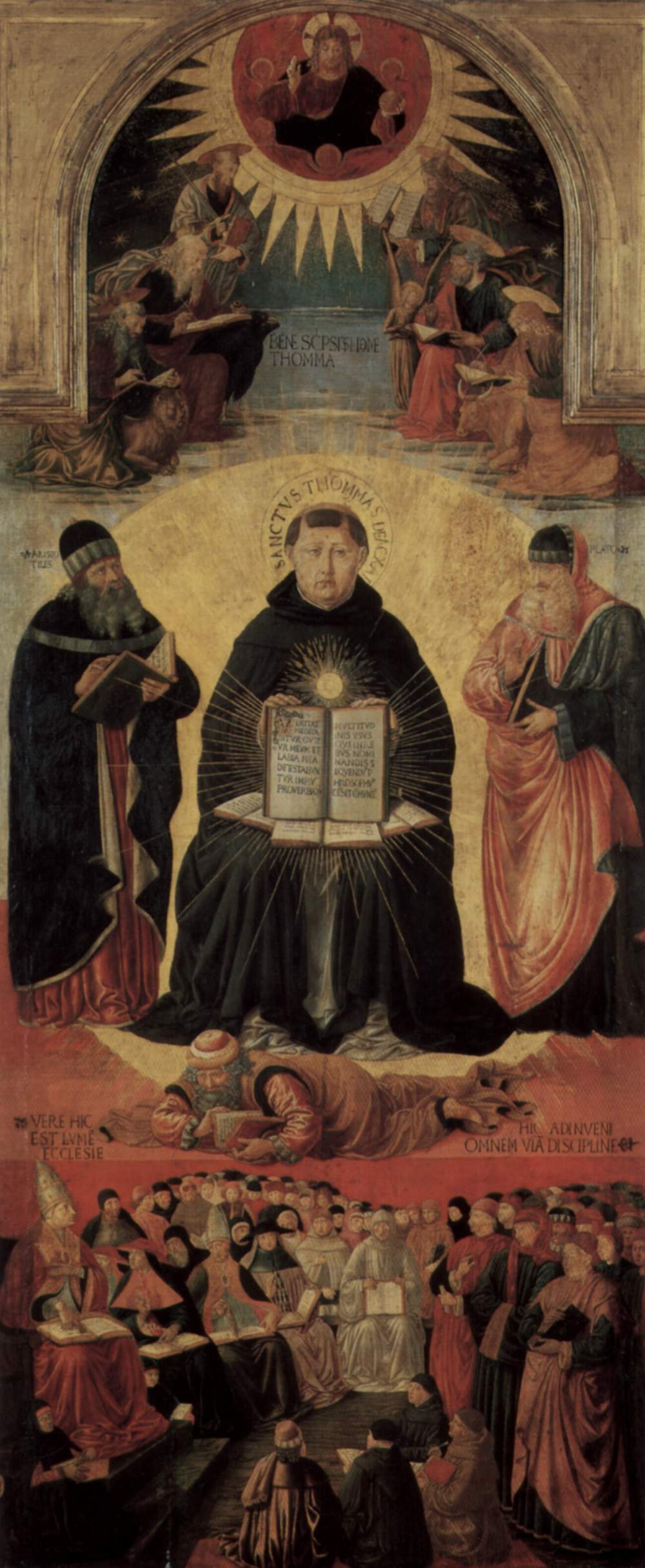
Triumph des Hl. Thomas von Aquin über Averroes
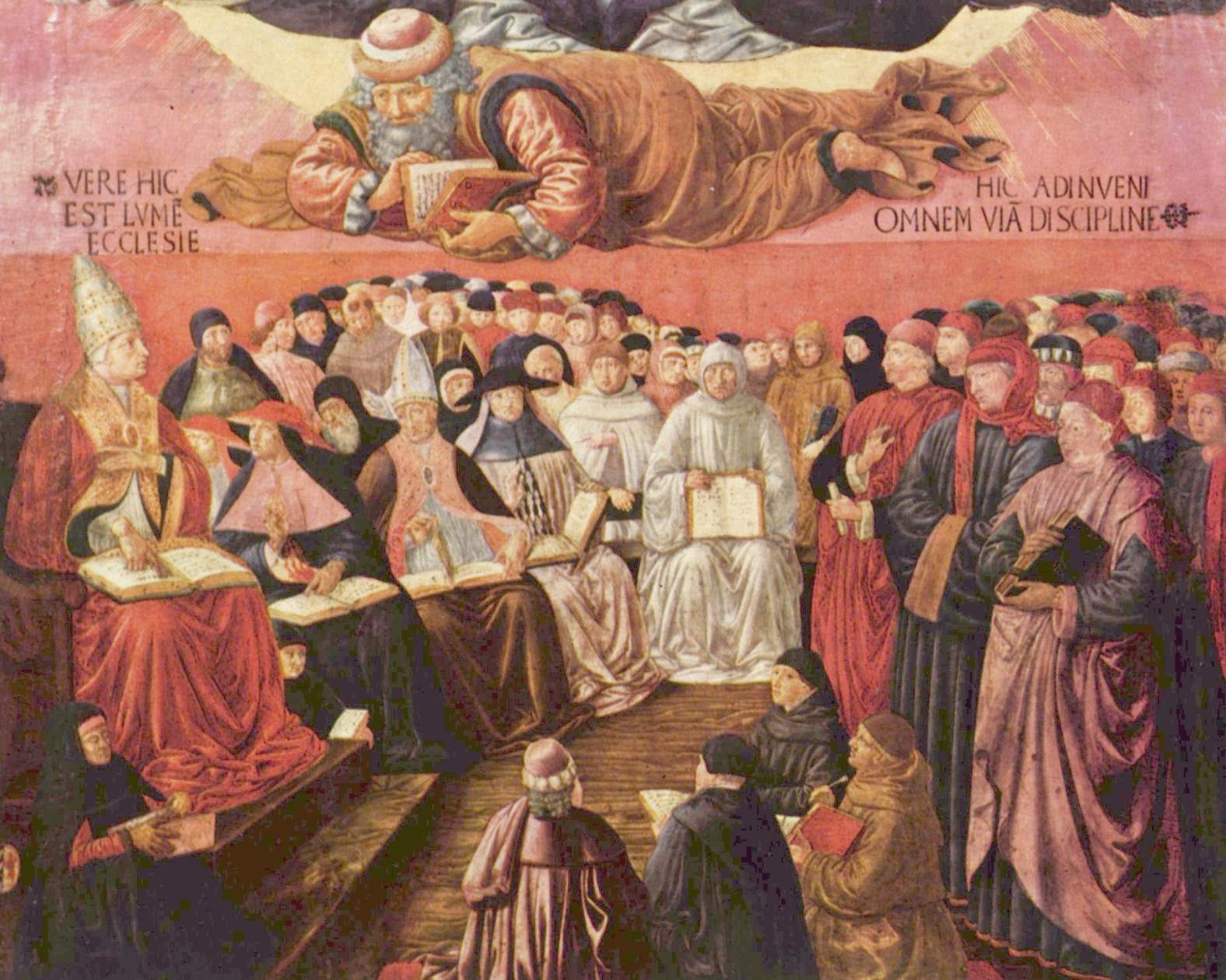
Triumph des Hl. Thomas von Aquin über Averroes, Detail